# Claude C. Hopkins
Claude C. Hopkins (1866–1932) byl jeden z prvních amerických reklamních tvůrců. Většina jeho práce vznikla začátkem 20. století. Postavil mnoho pilířů, na kterých staví dnešní moderní reklama. Jeho naučný průvodce, Scientific Advertising, popisuje reklamní principy, které tvoří páteř reklamního průmyslu.
Hopkins se narodil v docela špatných podmínkách roku 1867. Hopkins tvrdil, že vliv jeho rodičů a skromná výchova jsou hlavní důvody jeho vzrůstu do podoby jednoho ze zakládajících otců reklamy. „Skotská matka je nejlepší, co může chlapec toužící po kariéře v propagaci mít. Jeho pudy jsou hospodárnost a opatrnost, což je nejdůležitější,“ píše Hopkins ve své knize. Když mu bylo deset, jeho otec, prodavač novin, zemřel. Syn byl nucen pracovat před i po školním vyučování, velmi hospodařil s příjmem a hledal nové metody, jak si vydělat nějaké penny.
„Chudobě vděčím za fakt, že jsem nikdy nestudoval na univerzitě. Tyto čtyři roky jsem strávil sbíráním zkušeností na rozdíl od učení se teorií. Nevím o žádných hodnotách, které by mohl reklamní textař (copywriter) získat na univerzitě.“ (Hopkins s. 9)
Hopkins věřil, že klíč k úspěchu v reklamě leží ve znalosti myšlení a cítění běžného člověka. Tvrdil, že týden rozhovorů se zemědělci vás naučí víc než rok ve školní lavici. Protože prostí lidé tvoří většinu populace a textař, který vidí do této skupiny, má větší šanci uspět při komunikaci s nimi.
Jedna z cest, které si mladý Hopkins prošel, aby si vydělal nějaké peníze navíc, bylo prodávání přebytků, které jeho rodina vlastnila. Chodil ode dveří ke dveřím a nabízel leštidlo na stříbro nebo lahve s octem. Tak se naučil základům osobního prodeje a používání intuice, kterou dobrý prodavač musí mít.

## Komerční kariéra
První Hopkinsova profesionální práce byla pro Bissel Carpet Sweeping Company. Pracoval zde jako úředník a zaujmul svého šéfa, když dobrovolně přepracoval jejich brožuru s vysavači. Poté podněcoval ke změnám designu jejich košťat. Snažil se, aby byla unikátní a vyhovovala přáním žen v domácnostech.

### Cotosuet
Po této práci Hopkinse čekaly lákavější nabídky. Zahnízdil v Swift and Company, kde byl přidělen pro propagaci Cotosuetu. To měla být levná náhražka sádla a másla vyrobená z oleje ze semen bavlny a z kravského loje. Cotosuet měl těžkou konkurenci a moc se nelišil od podobného výrobku Cottolene. Hopkins šel za pekaři a přiměl je upéct z Cotosuetu největší koláč jaký dokázali. Ten představil v novinách. V tomtéž týdnu tisíce lidí přišlo zhlédnout nadměrný koláč a mnozí z nich se stalo zákazníky. Hopkins vzal mamutí koláč a vyrazil s ním do světa. Město od města se úspěch stupňoval. Najímal chlapce, kteří chodili s koláčem po městě a lákali zákazníky. Cotosuet se stal hitem. Když Hopkins čelil poznámkám, že jeho reklama je falešná, ostře odvětil: „Studuj prodavače, řečníky a manipulátory, jestli chceš vědět jak prodávat zboží. Žádný argument se nevyrovná jedné dramatické ukázce. Čím uděláš demonstraci atraktivnější, tím lépe.“

### Lord and Thomas
Albert Lasker bylo významné jméno v reklamě. Vedl reklamní agenturu Lord and Thomas. Hledal nového textaře, zhlédl Hopkinsovu práci a přidělil ho pro Van Camp’s vepřové a fazole v konzervě. Hopkins připouštěl, Van Camp’s nebyly ničím unikátním. Byly jako všechny ostatní konzervy, navíc většina hospodyň upřednostňovala domácí vepřové a fazole. Hopkins ve své reklamě zmínil malé detaily, které nebyly nijak výjimečné, ale přitáhly pozornost. Popsal teploty při vaření, způsob filtrování, půdu kde fazole vyrostly nebo vodu, ve které byly vařeny. Také šel do jídelen a restaurací, kde přesvědčoval lidi, že jídlo z konzervy je kvalitnější než domácí. Hopkinsovy inzeráty nabádaly k vyzkoušení a porovnání s jinými výrobky. Kampaň rychle zvedla zisky a Hopkins zůstal u Lord and Thomas 17 let.

### Schlitz
Když měl Hopkins vést kampaň pro Schlitz, znovu měl produkt, který sám od sebe neobstojí. Schlitz bylo naprosto průměrné pivo bez jakýchkoliv unikátních specifik. Při hledání detailů navštívil Hopkins továrnu, kde se pivo vařilo. Zaujalo ho to, jak byly čištěny láhve, než se plnily pivem. S chutí piva to nemělo nic společného a ostatní pivovary čistily láhve stejným způsobem. Hopkins tento známý fakt využil jako výhodu. V nové inzerci pro Schlitz prezentoval pivo jako výjimečně svěží a čisté a to díky tomu, jak jsou láhve čištěny párou. Tento neobvyklý přístup zabral a zisky bořily strop.

## Scientific Advertising
Po létech úspěchu se Hopkins rozhodl napsat naučného průvodce reklamou. Kniha se jmenovala Scientific Advertising a vyšla roku 1923. Obsahovala reklamní zákony, principy, které nelze vyvrátit, jak sám Hopkins tvrdil. Většina zákonů efektivního propagování se točí okolo uvažování a chápání zákazníků.
Dobrý prodavač je podle Hopkinse upřímný a vyzná se v oboru. Otázky by měl zodpovídat jednoduše a s ohledem na zákazníka. Úlisní řečníci mohou vyvolat podezření u zákazníka. Když si zákazník uvědomí, že je ovlivňován, jeho chuť koupit si výrobek se zmenší.

### Nabídkový servis
Nejlepší inzeráty vám neradí nakupovat. To je zbytečné. Inzeráty nabízejí požadované informace. Neříkají „kup si tenhle výrobek“. Citují výhody, zobrazují nabídku. Potom je přirozeným rozhodnutím koupě.
Text by neměl vypadat, že se jeho klient snaží něco prodat. Má pouze zvážit, po čem zákazník touží a prezentovat produkt tak, aby působil, že alespoň pár jeho požadavků splňuje.

### Být specifický
Fráze a neurčitosti vyvolávají napětí ve vyjádření, sklony k přehánění a nedbalost o pravdu. Vedou čtenáře k nedůvěře k údajům, které uvádíte. Raději než poskytovat všeobecná rozsáhlá prohlášení, buďte specifičtí. Napište detaily. Najděte něco unikátního na výrobku co prodáváte. Při prodávání pěny na holení neříkejte „působí rychle“. Namísto toho buďte přesní a použijte „změkčí vousy za 30 sekund“. Zákazníci mají rádi detaily. Detaily jim utkví v paměti.

### Použití vzorků
Produkt sám by měl být svůj největší prodavač. Ne výrobek samotný, ale výrobek plus zaujetí a atmosféra, kterou vytvoříte kolem. Je to tak, vzorky jsou nejdůležitější. Hopkins opravdu rád dával produkt do rukou zákazníků. Zákazníkovi vydrží zájem o produkt mnohem déle, když si ho může vyzkoušet. Mimo jiné přislíbení vzorku zdarma formou kupónu je mnohem atraktivnější než prostý inzerát.
Claude Hopkins byl propagační pionýr. Mnoho jeho názorů a přístupů je aktuálních i v dnešní době. Jeho práce a Scientific Advertising nabízí mnoho lekcí textařům v tom jak přistupovat k zákazníkům.